# Luzula spicata
Luzula spicata es una herbácea de la familia de las juncáceas.

## Caracteres
Hierba perenne a través de rizomas cespitosa. Tallos erectos o algo inclinados, engrosados en la base, de 6-20 (-30) cm de altura. Hojas lineares, ligeramente curvadas, con largos cilios en los bordes.  Flores regulares con  6 tépalos, agrupadas en espigas densas, colgantes, de hasta 1,5-(-2) cm de longitud; tépalos de color pardo oscuro, de 1,5-2,5 mm de longitud; 6 estambres. Fruto en cápsula de 1,4-2 mm de longitud, con 3 semillas, que se abre en 3 valvas. Florece desde finales de primavera y durante el verano.

## Hábitat
Luzula spicata es frecuente en los prados de cumbres montañosas.

## Distribución
Tiene una distribución circumpolar a lo largo del hemisferio norte en Europa, Asia y Norteamérica. En climas subalpinos y alpinos. A baja altura en regiones como la tundra; en el sur su aparición está restringida a las altas montañas.

## Sinonimia
Luzula spicata (L.) DC. in J.B.A.M.de Lamarck & A.P.de Candolle, Fl. Franç., ed. 3, 3: 161 (1805).
- Juncus spicatus L., Sp. Pl.: 330 (1753).
- Luciola spicata (L.) Sm., Engl. Fl. 2: 182 (1824).
- Gymnodes spicata (L.) Fourr., Ann. Soc. Linn. Lyon, n.s., 17: 173 (1869).
- Juncoides spicata (L.) Kuntze, Revis. Gen. Pl. 2: 725 (1891).

subsp. conglomerata (W.D.J.Koch) Murr, Magyar Bot. Lapok 28: 67 (1929 publ. 1930) centro y sur de Europa.
- Luzula glomerata Miel. ex Huebener, Flora 22: 489 (1839).

subsp. italica (Parl.) Arcang., Comp. Fl. Ital.: 713 (1882) Sur de Europa a norte de Irán.
- Luzula italica Parl., Fl. Ital. 2: 309 (1857).
- Luzula bulgarica Chrtek & Krísa, Bot. Not. 115: 304 (1962).
- Luzula stilbocarpa Kirschner & Krísa, Preslia 51: 336 (1979).

subsp. mongolica Novikov, Novosti Sist. Vyssh. Rast. 26: 34 (1989). Centro de Asia hasta el sur de China.
- Luzula spicata var. kunawurensis D.Don, Trans. Linn. Soc. London 18: 324 (1840).

subsp. nevadensis P.Monts., Anales Inst. Bot. Cavanilles 21(2): 478 (1964). España y Marruecos.
- Luzula hispanica, Novit. Bot. Delect. Seminum Horti Bot. Univ. Carol. Prag. 1965: 28 (1965).

subsp. spicata. Regiones alpinas del Hemisferio Norte.
- Luzula obtusata Steud., Syn. Pl. Glumac. 2: 294 (1855).
- Luzula compacta (E.Mey.) Dalla Torre & Sarnth., Farn- u. Blütenpfl. Tirol. 1: 437 (1906).
- Luzula cusickii Gand., Bull. Soc. Bot. France 66: 295 (1919).[2]